# Ferrocarril de Amagá
El Ferrocarril de Amagá fue una red ferroviaria de carga y pasajeros de Colombia, este sistema de transporte abastecía al municipio de Medellín conectándolo al río Cauca y al suroeste del departamento de Antioquia, conectándolo con otras empresas de ferrocarriles y permitiendo el fácil transporte de mercancías y pasajeros entre diferentes regiones del país.

## Historia
El Ferrocarril de Amagá fue sugerido por el ingeniero Francisco Javier Cisneros como una extensión del Ferrocarril de Antioquia para asegurar la comunicación entre Medellín y el río Cauca. Aunque la construcción comenzó en 1909, no fue hasta 1914 que la línea llegó a Amagá, y tres años más tarde, en 1917, alcanzó Angelópolis. En 1923, el Ferrocarril de Antioquia adquirió la mayoría de las acciones del Ferrocarril de Amagá y lo extendió hasta el río Cauca. Una década después, en 1933, se llegó a la estación Alejandro López, marcando el punto terminal del Ferrocarril en Antioquia. En 1927, el Ferrocarril de Amagá se fusionó por completo con el Ferrocarril de Antioquia, preparándose así para su conexión con el Ferrocarril del Pacífico. Este último tramo hasta Caldas fue contratado con el Ferrocarril de Antioquia, lo que permitió que Medellín se conectara con Cali, Buenaventura y Puerto Berrío.

## Estaciones
- Medellín
- Poblado
- Aguacatala
- Envigado
- Sabaneta
- Itagüi
- Ancon
- Tablaza
- Caldas
- Primavera
- La Quiebra
- Salina (o Salinas)
- Nicanor Restrepo
- Angelopolis
- Minas
- Amaga
- Piedecuesta
- Alto del Paila (Camilo C.)
- Jonas
- Palomos (Fredonia)
- Bolombolo
- Tarso
- Puente Iglesias
- La Pintada (Alejandro Lopez)

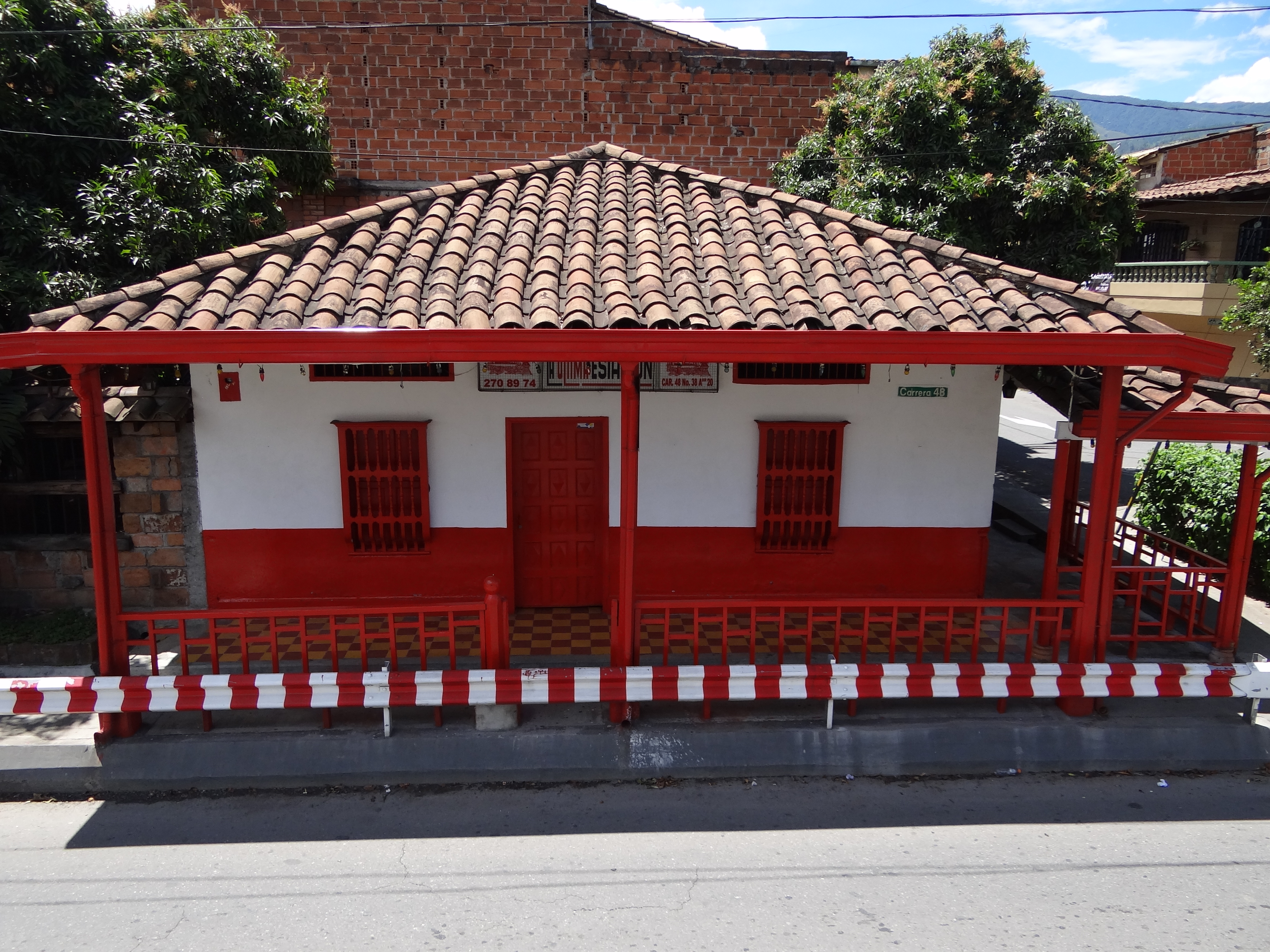
Estación Envigado
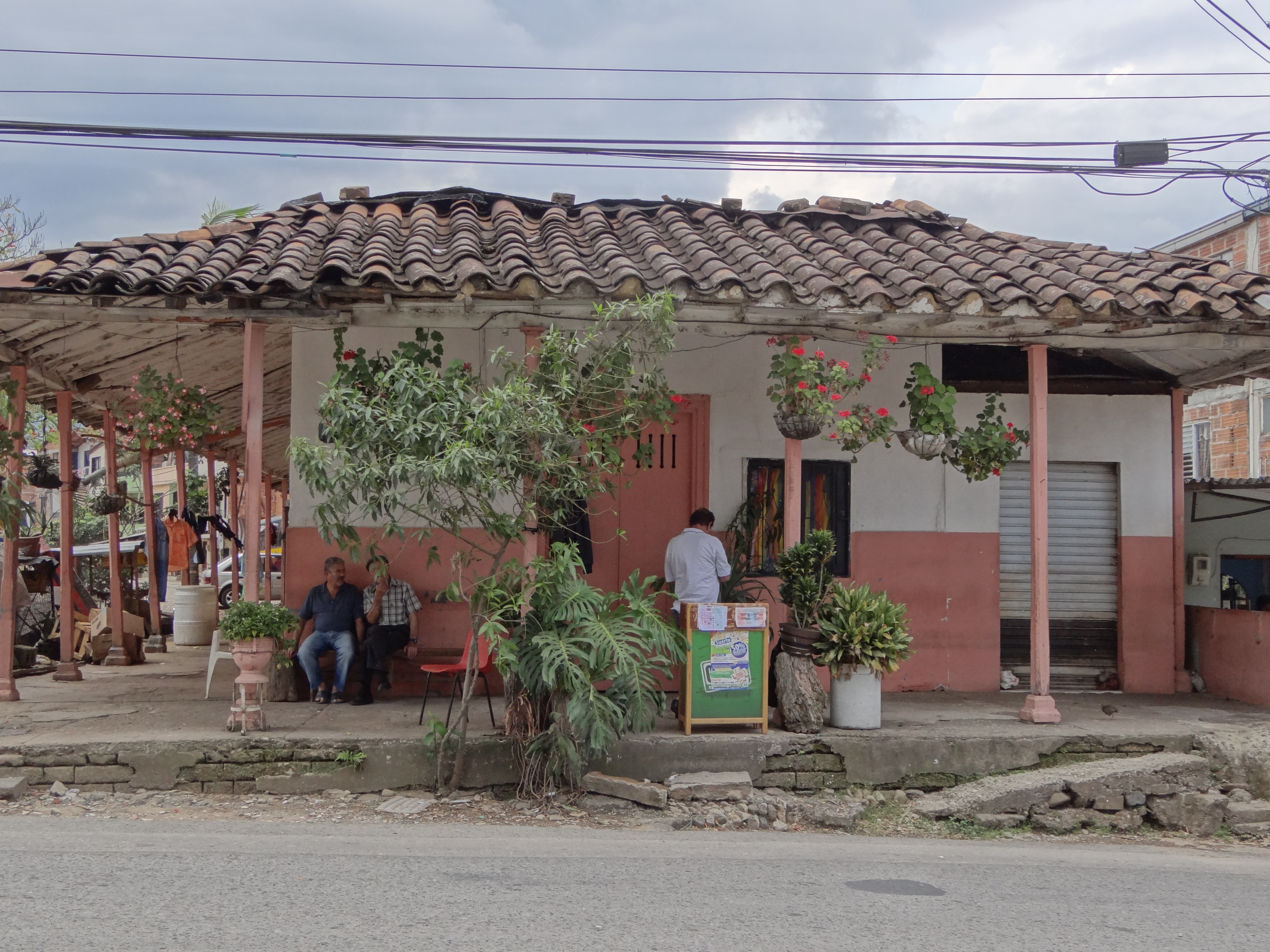
Estación Itagüí
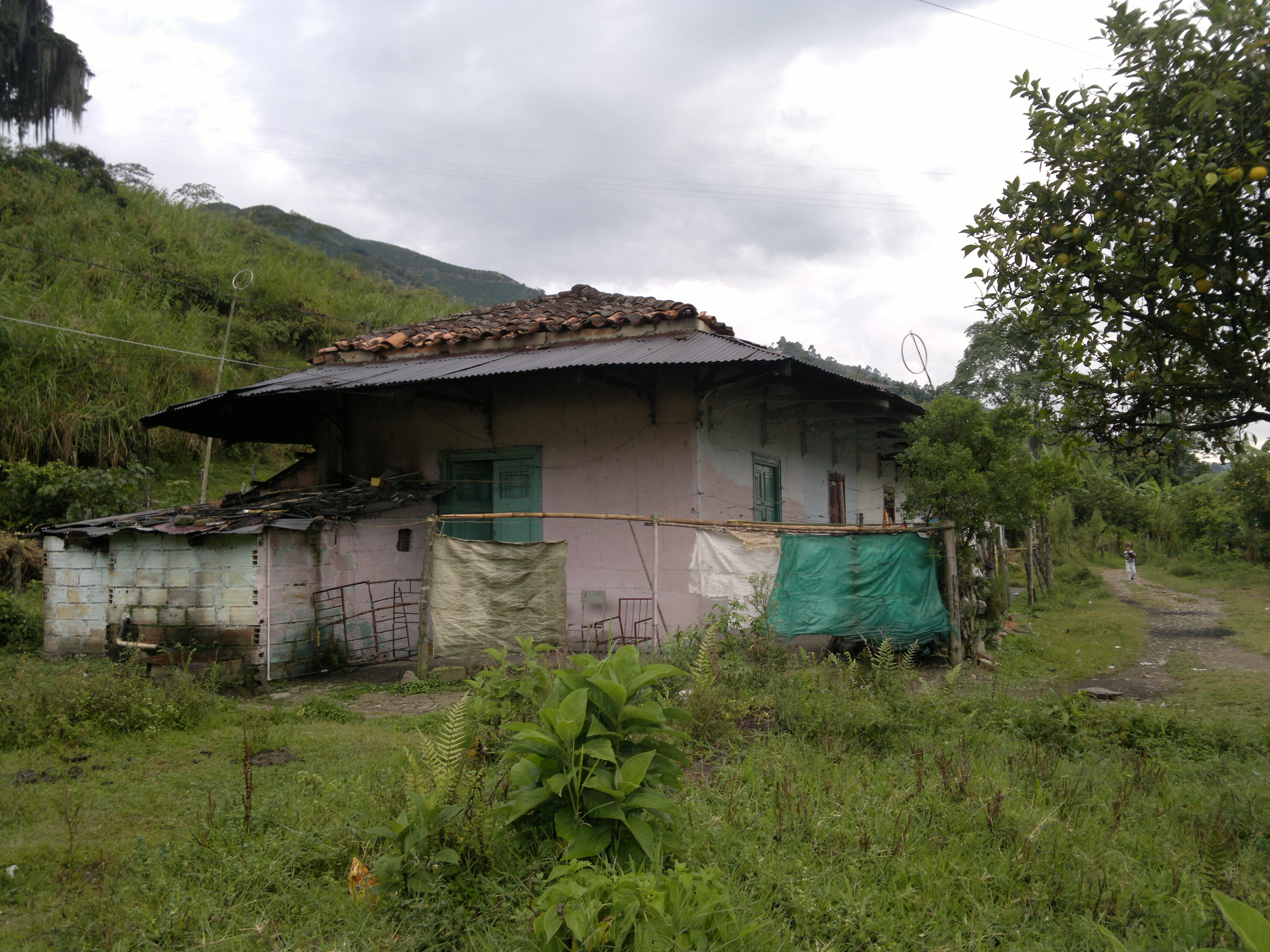
Estación Angelópolis
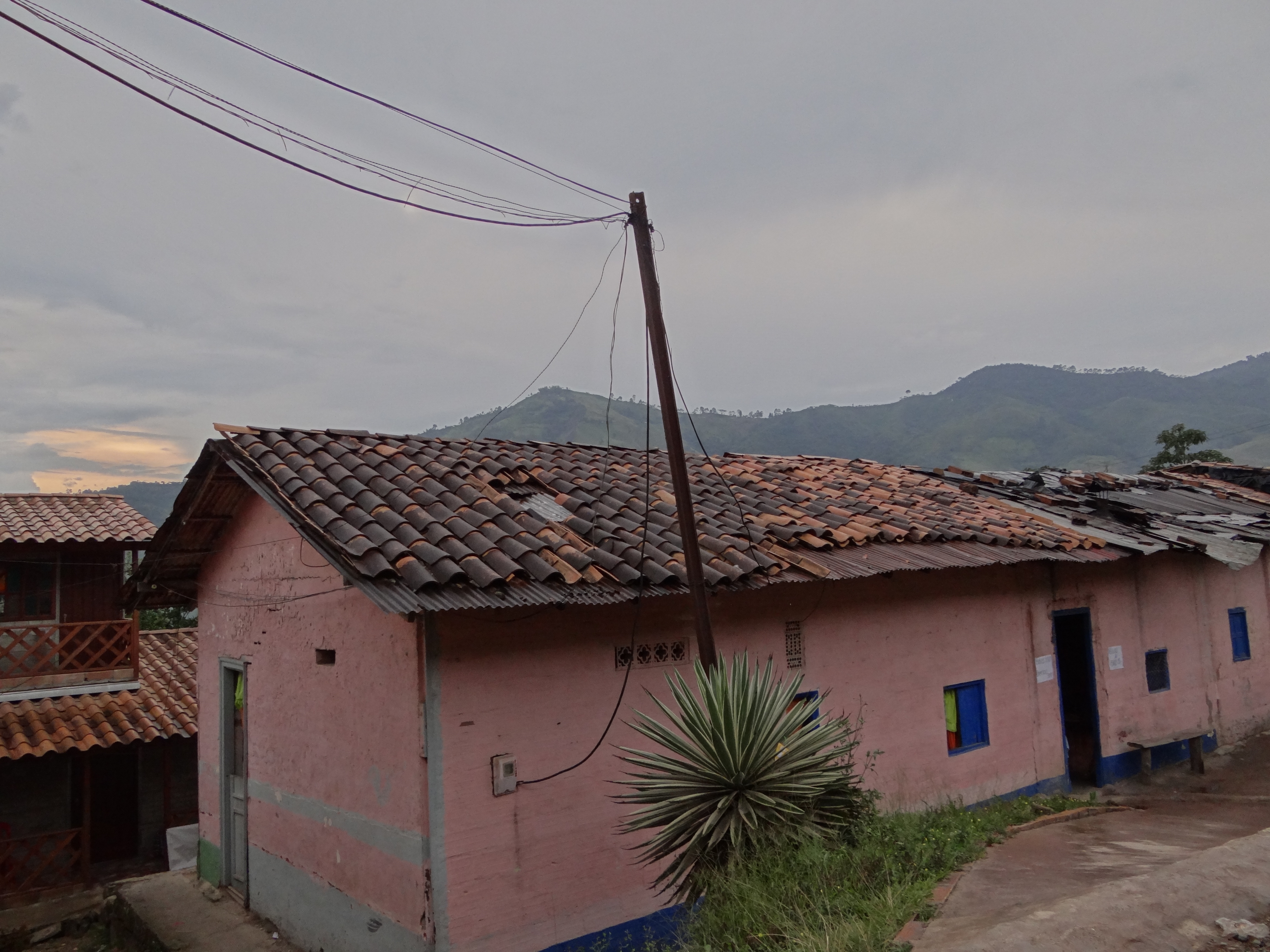
Estación Minas
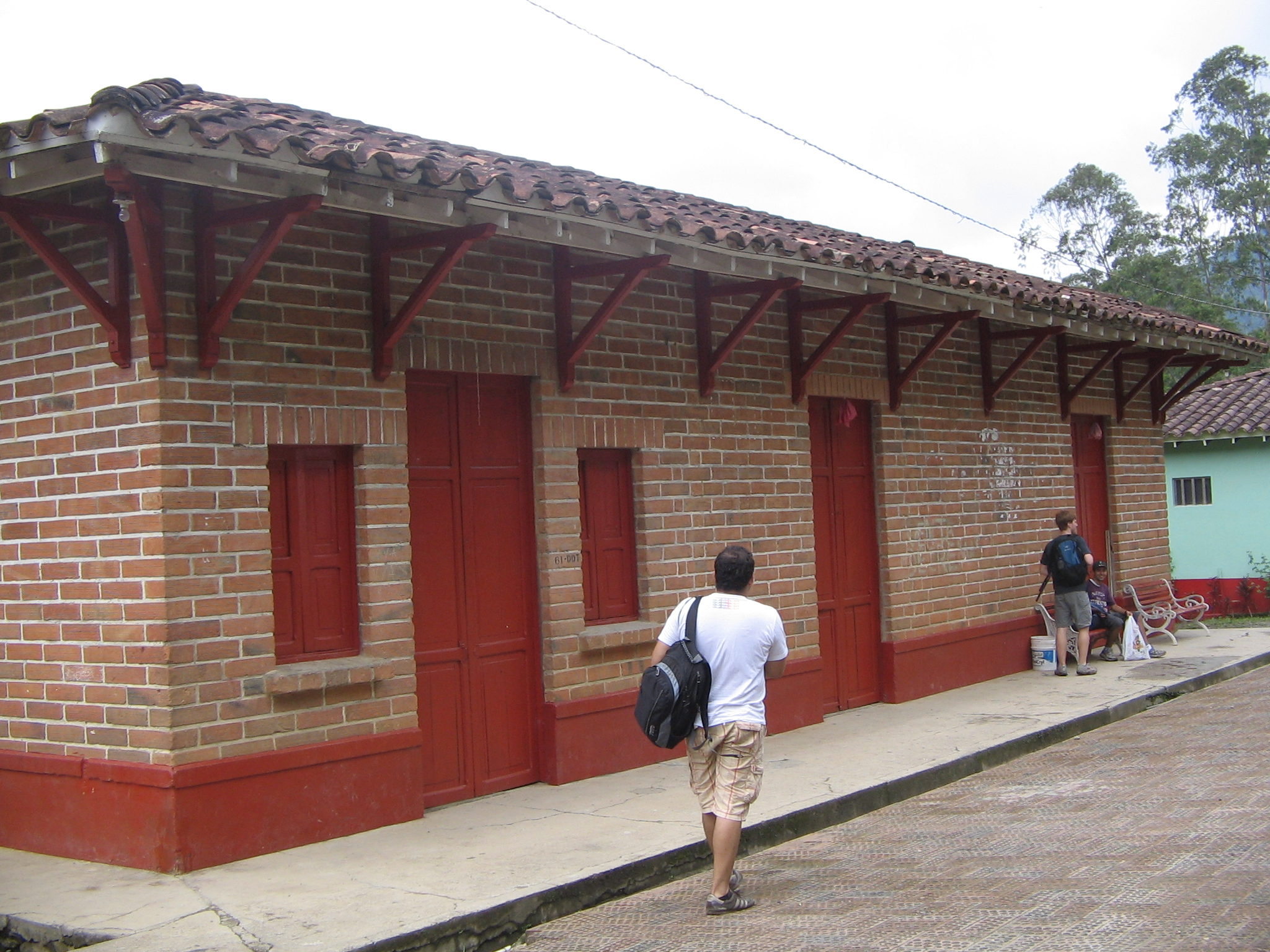
Estación Amagá
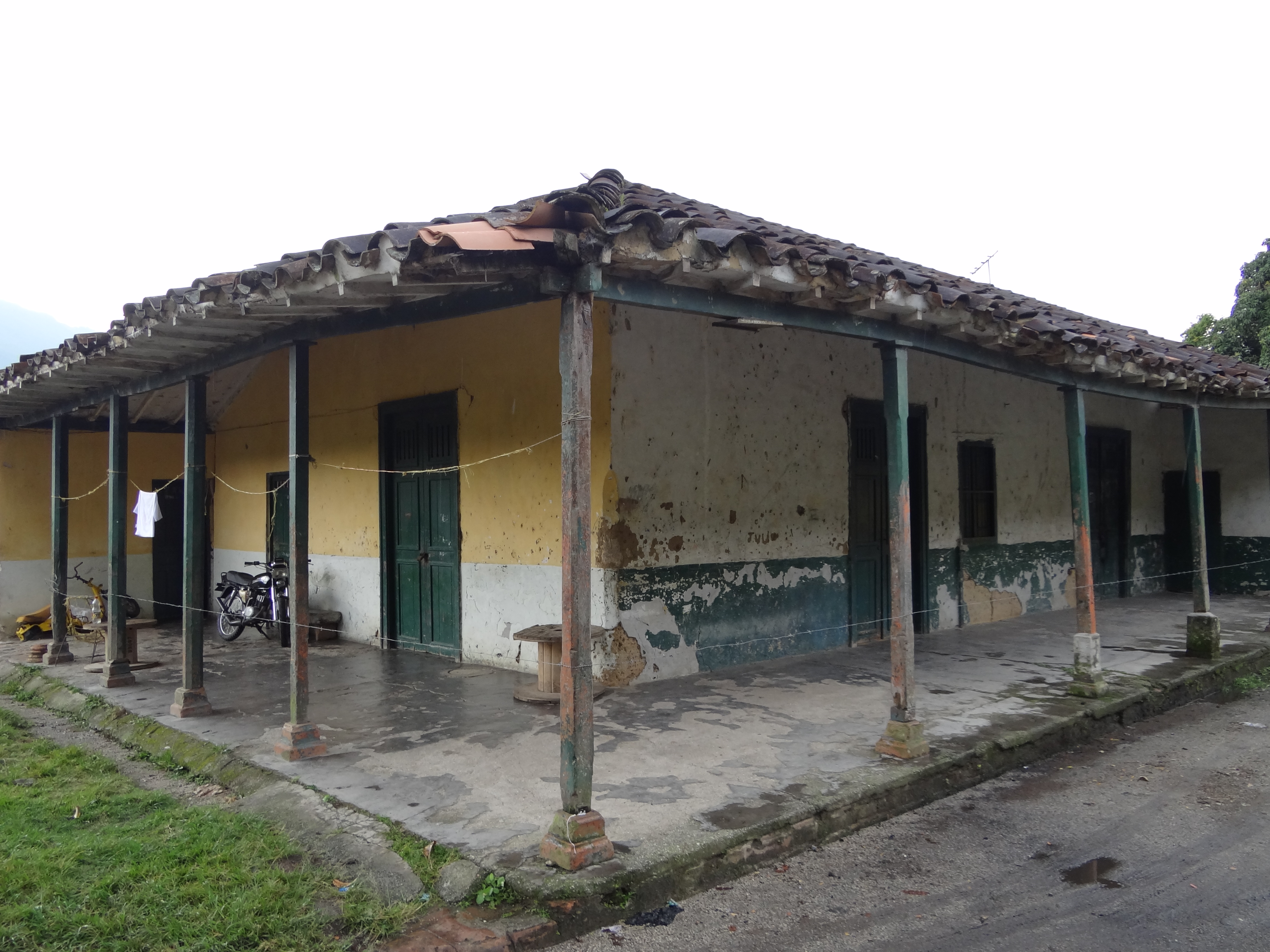
Estación Piedecuesta
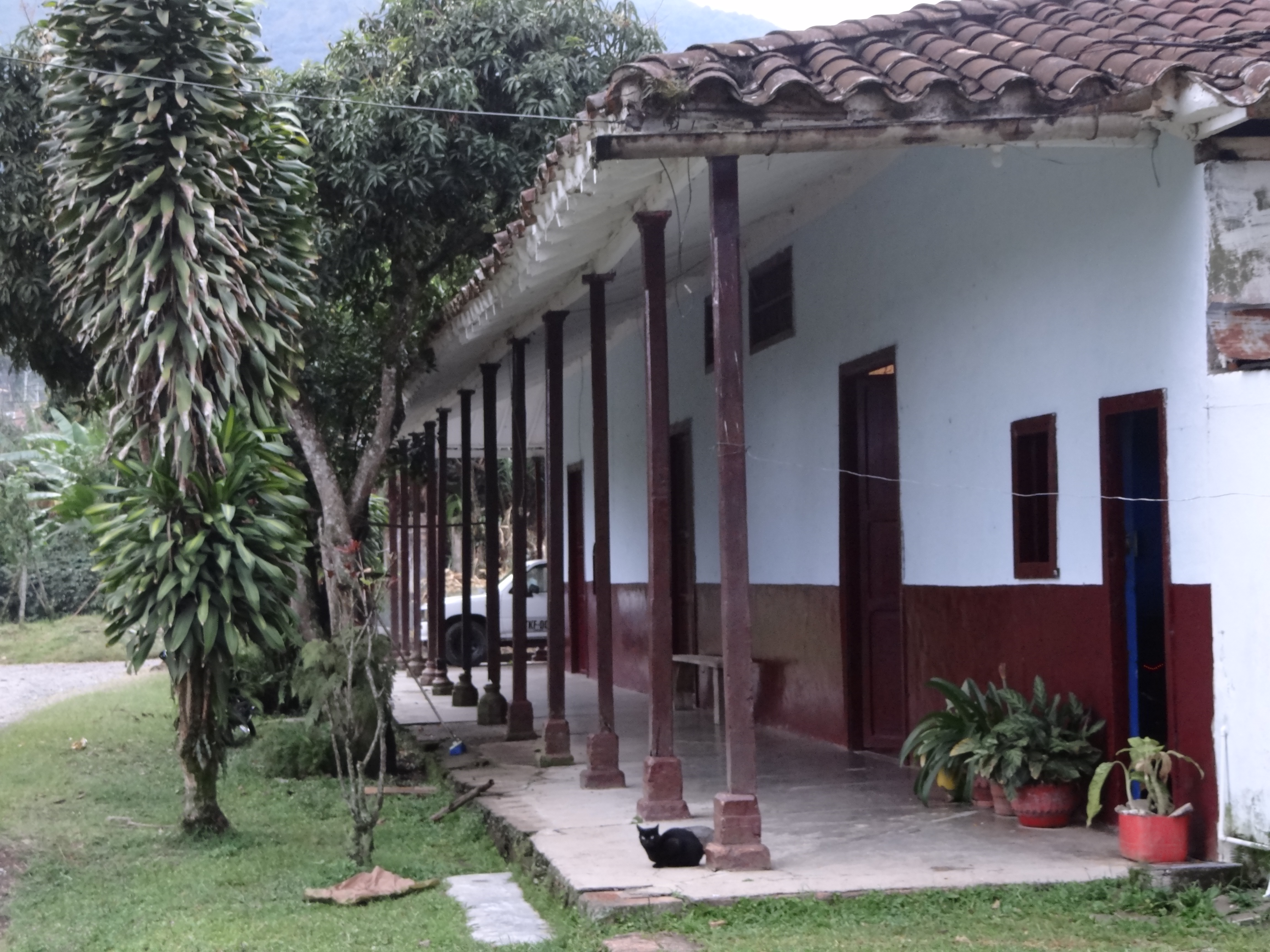
Estación Camilo C.
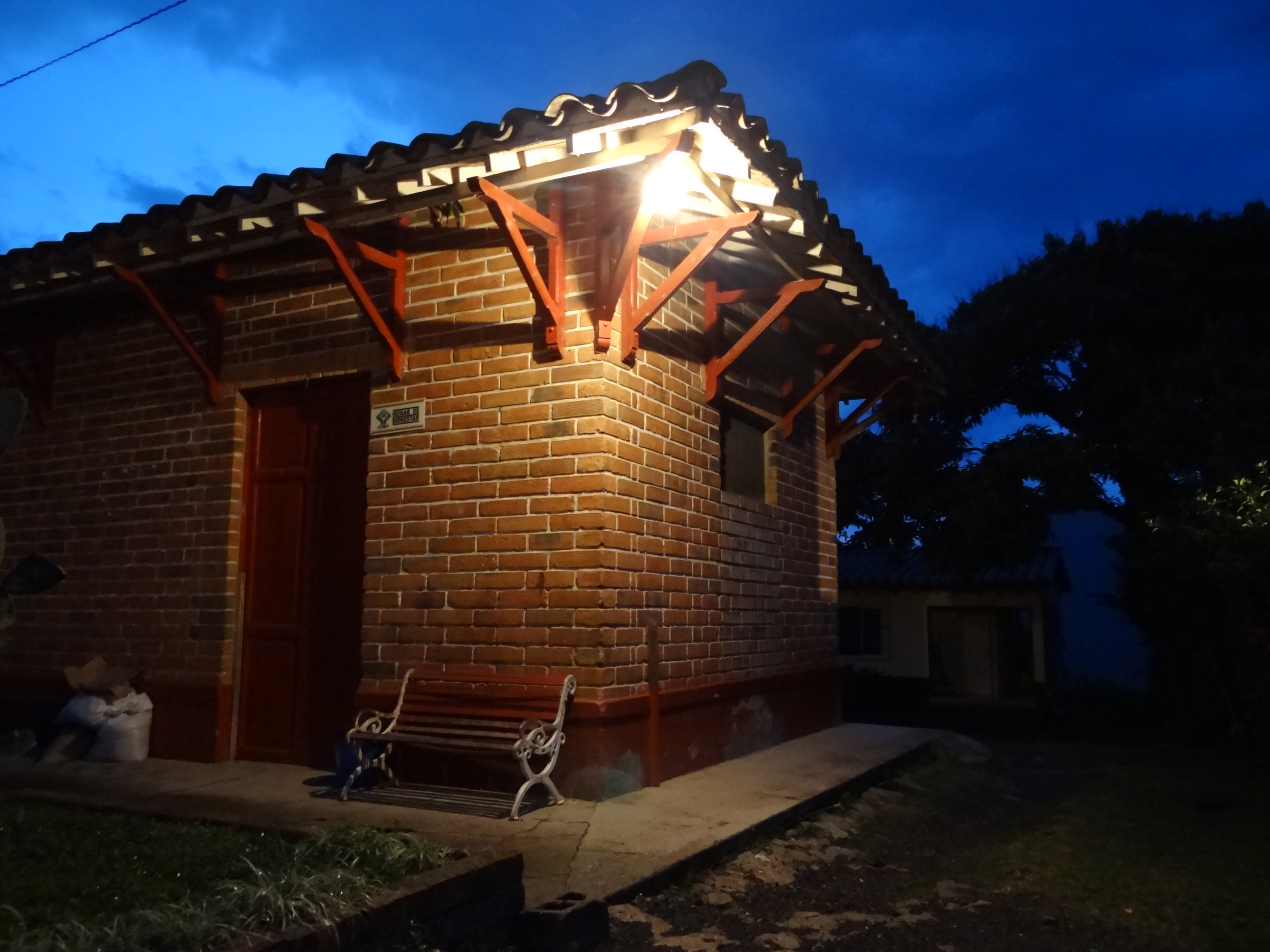
Estación Jonas